# Bastiban, Shirhatti
Bastiban là một làng thuộc tehsil Shirhatti, huyện Gadag, bang Karnataka, Ấn Độ.